# Ligne 6 du métro de Pékin
La ligne 6 est l'une des 25 lignes du réseau métropolitain de Pékin, en Chine.

## Tracé et stations
La ligne circule sur 53,4 km et relie les stations Jin'anqiao, dans le district de Shijingshan à l'ouest, et Lucheng, dans le district de Tongzhou au sud-est. Elle est en correspondance avec les lignes 2, 4, 5, 8, 9, 10, 11, 14 et S1.

## Histoire
Les travaux de percement du tunnel commencent en mars 2010 et la première section de la ligne est ouverte le 30 décembre 2012 entre Haidian Wuluju et Caofang. Un premier prolongement est ouvert entre Caofang et Lucheng le 28 décembre 2014 puis un second entre Haidian Wuluju et 
Jin'anqiao le 30 décembre 2018, ce qui permet une correspondance avec la ligne S1.